# Pachygnatha sundevalli
Pachygnatha sundevalli là một loài nhện trong họ Tetragnathidae.
Loài này thuộc chi Pachygnatha. Pachygnatha sundevalli được miêu tả năm 1973 bởi Senglet.